# 蠱毒
蠱毒（こどく）は、古代中国において用いられた呪術を言う。動物を使うもので、中国華南の少数民族の間で受け継がれている。蠱道（こどう）、蠱術（こじゅつ）、巫蠱（ふこ）などともいう。

## 概要
犬を使用した呪術である犬神、猫を使用した呪術である猫鬼などと並ぶ、動物を使った呪術の一種である。代表的な術式として『医学綱目』巻25の記載では「ヘビ、ムカデ、ゲジ、カエルなどの百虫を同じ容器で飼育し、互いに喰らわせ、勝ち残ったものが神霊となるためこれを祀る。この毒を採取して飲食物に混ぜ、人に害を加えたり、思い通りに福を得たり、富貴を図ったりする。人がこの毒に当たると、症状はさまざまであるが、一定期間のうちにその人は大抵死ぬ」と記載されている。

## 歴史
古代中国において、広く用いられていたとされる。どのくらい昔から用いられていたかは定かではないが、白川静など、古代における呪術の重要性を主張する漢字学者は、殷・周時代の甲骨文字から蠱毒の痕跡を読み取っている「畜蠱」（蠱の作り方）についての最も早い記録は、『隋書』地理志にある「五月五日に百種の虫を集め、大きなものは蛇、小さなものは虱と、併せて器の中に置き、互いに喰らわせ、最後の一種に残ったものを留める。蛇であれば蛇蠱、虱であれば虱蠱である。これを行って人を殺す」といったものである。
中国の法令では、蠱毒を作って人を殺した場合あるいは殺そうとした場合、これらを教唆した場合には死刑にあたる旨の規定があり、『唐律疏議』巻18では絞首刑、『大明律』巻19、『大清律例』巻30では斬首刑となっている。
日本では、厭魅（えんみ）と並んで「蠱毒厭魅」として恐れられ、養老律令の中の「賊盗律」に記載があるように、厳しく禁止されていた。実際に処罰された例としては、769年に県犬養姉女らが不破内親王の命で蠱毒を行った罪によって流罪となったこと（神護景雲2年条）、772年に井上内親王が蠱毒の罪によって廃されたこと（宝亀3年条）などが『続日本紀』に記されている。平安時代以降も、たびたび詔を出して禁止されている。

## 蠱毒の種類
瑪蝗蠱（ばこうこ）
泥鰍蠱（でいしゅうこ）
蝦蟇蠱（がまこ）
蛇蠱（だこ）
石蠱（せきこ）
癲蠱（てんこ）
三屍蠱（さんしこ）
蜈蚣蠱（ごしょうこ） 金蚕蠱（きんさんこ）